# Посольство Замбии в России
Посольство Замбии в России (англ. Embassy of the Republic of Zambia in Moscow) — дипломатическая миссия Замбии в Москве. Располагается в одном из особняков, принадлежавших купеческой династии обувщиков Баевых по адресу: проспект Мира, дом 52а (52 строение 2). Особняк построен в 1910 году, архитекторы И. С. Кузнецов, В. И. Чагин.
Индекс автомобильных дипломатических номеров посольства — 030.

## Послы Замбии в СССР и России
| - 1965—1966 — Вернон Мваанга. - 1966—1968 — Осия Джозиас Соко. - 1968—1972 — Пол Джон Лусака. - 1972—1974 — Дунстан Камана. - 1974—1976 — Денни Сибаджене. - 1976—1979 — Питер Леса Касанда. - 1979—1982 — Сиянга Ксавье Кьюиксетт Шимабале. - 1982—1984 — Джошуа Симасику Сиелве. | - 1984—1988 — Файн Мушауква Либома. - 1988—1994 — Обино Ричард Хаамботе. - 1996—2000 — Нчимунья Джон Сикаулу. - 2000—2004 — Лайсон Потифер Тембо. - 2004—2010 — Питер Лусака Чинтала. - 2010—2012 — Патрик Найлоби Синьинза. - 2012—2017 — Фредерик Шумба Хапунда. - 2017 — наст. вр. — Шедрек Чингембу Лувита. |